# Metastrongylus pudendotectus
Metastrongylus pudendotectus ist ein Lungenwurm bei Schweinen und einer der Auslöser der Metastrongylose.

## Merkmale
Metastrongylus pudendotectus ist weiß und schlank. Männchen sind im Mittel 16,5 mm lang, Weibchen 23 mm. Der Parasit ähnelt im Aussehen Metastrongylus apri. Die Bursa copulatrix ist jedoch etwas größer, die fadenförmigen Spicula sind mit 1,5 mm deutlich kürzer und enden beide jeweils mit einem Doppelhaken, während bei Metastrongylus apri nur ein einfacher Haken ausgebildet ist. Das Gubernaculum ist klein und schildförmig. Die Eier sind 57–63 × 39–42 μm groß und enthalten bei der Abgabe bereits das vollentwickelte erste Larvenstadium.

## Entwicklungszyklus
Die Eier mit der Larve 1 werden in den Bronchien abgelegt, hochgehustet, abgeschluckt und dann über den Kot ausgeschieden. Bei niedrigen Umgebungstemperaturen sind die Eier äußerst widerstandsfähig gegenüber Umwelteinflüssen und können mehr als ein Jahr ansteckungsfähig bleiben. Normalerweise schlüpft die Larve 1 allerdings unmittelbar nachdem das Ei in die Außenwelt gelangt ist. Sie wird dann von einem Zwischenwirt aufgenommen. Als Zwischenwirt dienen Regenwürmer, insbesondere der Gattungen Eisenia und Lumbricus. Im Regenwurm entwickelt sich die Larve 3, was unter günstigen Bedingungen 10 Tage in Anspruch nimmt. Im Zwischenwirt können die Larven bis zu sieben Jahren verweilen. Dieser wird schließlich vom Endwirt aufgenommen, im Darm durchdringt die Larve 3 die Darmwand und gelangt über Lymphgefäße zu den Mesenteriallymphknoten. Hier häutet sie sich zur Larve 4, welche über Lymph- und dann Blutgefäße in die Lunge gelangt. Hier dringt sie in die Bronchien vor und häutet sich zum Adultus. Die Präpatenzzeit beträgt etwa vier Wochen.